# Tegucigalpa
Tegucigalpa, z uradnim polnim imenom Tegucigalpa, občina Centralnega okrožja (špansko Tegucigalpa, Municipio del Distrito Central), pogovorno tudi Tegus, je glavno mesto Hondurasa in z nekaj več kot milijon prebivalci največje mesto te srednjeameriške države. Leži v višavju na jugu osrednjega dela države, ob vzhodnem bregu reke Choluteca. Ob sosednjem bregu se razprostira pobrateno mesto Comayagüela, ki poleg Tegucigalpe sestavlja občino Centralnega okrožja; po honduraški ustavi imata status glavnega mesta obe mesti skupaj, vendar se v praksi kot glavno mesto obravnava le Tegucigalpa.
Tegucigalpa je politično, upravno in poslovno središče države. Tu ima sedež vlada in več državnih podjetij, med njimi nacionalno telekomunikacijsko podjetje Hondutel in energetska družba ENEE, ter najpomembnejša univerza, Narodna avtonomna univerza Hondurasa. S preostankom države ga povezuje avtocestno omrežje, oskrbuje pa ga tudi mednarodno letališče Toncontín. Slednje je znano kot eno najnevarnejših letališč na svetu zaradi kratke vzletno-pristajalne steze in vzpetin v okolici. Mesto se sooča s številnimi težavami zaradi hitrega povečevanja števila prebivalstva, neorganizirane urbanizacije in revščine.

## Etimologija
Večina virov navaja, da izvor in pomen besedeTegucigalpa izhaja iz jezika nahuatl. Najbolj splošno sprejeta različica nakazuje, da izhaja iz nahuatlske besede Taguz-galpa, kar pomeni 'hribi srebra', vendar je ta razlaga negotova, saj domorodci, ki so takrat naselili regijo, niso vedeli za obstoj nahajališč mineralov v območje.
Drug vir nakazuje, da Tegucigalpa izhaja iz drugega jezika, v katerem pomeni poslikane skale, kot je pojasnila Leticia Oyuela v svoji knjigi Minimalna zgodovina Tegucigalpe. Druge teorije kažejo, da lahko izhaja iz izraza Togogalpa, ki se nanaša na tototi (kar pomeni majhna zelena papiga v nahuatlu) in Toncontín, majhno mesto blizu Tegucigalpe (toncotín je bil mehiški ples nahuatlskega izvora).
V Mehiki verjamejo, da je beseda Tegucigalpa iz besede nahuatl Tecuztlicallipan, kar pomeni 'kraj bivanja plemičev' ali Tecuhtzincalpan, kar pomeni 'kraj na domu ljubljenega gospodarja'.
Honduraški filolog Alberto de Jesús Membreño je v svoji knjigi Indigenous Toponymies of Central America zapisal, da meni, da je Tegucigalpa beseda iz jezika nahuatl, ki pomeni 'v domovih ostrih kamnov', in izključuje tradicionalni pomen 'hribi srebra', saj trdi, da je bilo ime Taguzgalpa starodavnega vzhodnega območja Hondurasa.

## Zgodovina
Tegucigalpo so ustanovili španski naseljenci kot Real de Minas de San Miguel de Tegucigalpa 29. septembra 1578 na mestu obstoječe naselbine avtohtonih prebivalcev Lenca in Tolupan. Prvi župan Tegucigalpe je bil Juan de la Cueva, ki je položaj prevzel leta 1579. Cerkev Dolores (1735), stolnica San Miguel (1765), Casa de la Moneda (1780) in cerkev Brezmadežnega spočetja (1788) so bile nekatere od prvih pomembnih zgrajenih stavb.
Skoraj 200 let pozneje, 10. junija 1762, je to rudarsko mesto postalo Real Villa de San Miguel de Tegucigalpa y Heredia pod vladavino Alonsa Fernándeza de Heredia, takratnega vršilca dolžnosti guvernerja Hondurasa. V poznem 18. in zgodnjem 19. stoletju je prišlo do motenj v lokalni upravi Tegucigalpe, od ugasnitve leta 1788 do tega, da je leta 1791 postal del Comayague, do vrnitve k samostojnemu upravljanju mesta leta 1817.
Leta 1817 je takratni župan Narciso Mallol začel graditi prvi most, zidan z desetimi loki, ki povezuje obe strani reke Choluteca. Po zaključku štiri leta kasneje je povezal Tegucigalpo z njenim sosednjim mestom Comayagua. Leta 1821 je Tegucigalpa pravno postalo mesto. Leta 1824 je prvi kongres republike Honduras razglasil Tegucigalpo in Comayaguo, takrat dve najpomembnejši mesti v državi, za izmenično glavno mesto države.
Po oktobru 1838, po osamosvojitvi Hondurasa kot enotne republike, se je prestolnica še naprej spreminjala med Tegucigalpo in Comayaguo do 30. oktobra 1880, ko je Tegucigalpo razglasil za stalno prestolnico Hondurasa s strani takratnega predsednika Marca Aurelia Sota. Priljubljen mit trdi, da družba Comayagua, dolgoletne kolonialne prestolnice Hondurasa, javno ni marala žene predsednika Sota, ki se je maščevala tako, da je prestolnico preselila v Tegucigalpo. Bolj verjetna teorija je, da je do spremembe prišlo, ker je bil predsednik Soto pomemben partner Rosario Mining Company, ameriškega rudnika srebra, katerega dejavnosti so imele sedež v San Juancitu, blizu Tegucigalpe in je moral biti blizu svojih osebnih interesi.
Do leta 1898 je bilo odločeno, da bosta Tegucigalpa in Comayagua, ki sta sosednji mesti na bregovih reke Choluteca, tvorili prestolnico, vendar z ločenima imenoma in ločenima lokalnima vladama. V tem obdobju sta imeli obe mesti približno 40.000 prebivalcev.
Med letoma 1930 in 1960 je Tegucigalpa še naprej rasla in dosegla populacijo več kot 250.000 ljudi, in odprla poti eni največjih sosesk v mestu, Colonia Kennedy; državna avtonomna univerza, UNAH; in gradnjo honduraškega hotela Maya. Še vedno je ostalo razmeroma majhno in provincialno vse do 1970-ih, ko so se resneje začele migracije s podeželja. V 1980-ih je bilo postavljenih več avenij, prometnih nadvozov in velikih stavb, kar je bila relativna novost v mestu, za katero so bile do takrat značilne dvonadstropne stavbe. Vendar pa je zaradi pomanjkanja izvrševanja zakonov o urbanističnem načrtovanju in coniranju prišlo do zelo neorganizirane urbanizacije. To pomanjkanje ustrezne urbanizacije, ko se je prebivalstvo povečalo, je očitno na okoliških pobočjih več hribov v mestu, kjer so prevladovale nekatere najbolj revne soseske v mestu.
30. oktobra 1998 je orkan Mitch opustošil glavno mesto skupaj s preostalim delom Hondurasa. Pet dni je Mitch udarjal po državi in povzročil uničujoče zemeljske plazove in poplave, ki so povzročili smrt na tisoče ljudi, pa tudi močno krčenje gozdov in uničenje tisočev domov. Del Comayagua je bil uničen skupaj z več soseskami na obeh straneh honduraške prestolnice. Po orkanu je bila infrastruktura v Tegucigalpi močno poškodovana. Tudi 12 let kasneje so bili ostanki orkana Mitch še vedno vidni, zlasti ob bregovih reke Choluteca.
Danes se Tegucigalpa še naprej širi daleč onkraj svojega nekdanjega kolonialnega jedra: proti vzhodu, jugu in zahodu ter ustvarja veliko, a neorganizirano metropolo. V prizadevanju za posodobitev prestolnice, povečanje njene infrastrukture in izboljšanje kakovosti življenja njenih prebivalcev je uprava sprejela več odlokov in projektov, da bi v prihodnjih letih spremenila mesto.

## Geografija
Tegucigalpa je na pobočjih gora z nadmorsko višino 975 metrov na najnižjih točkah in 1463 metrov na najvišjih primestnih območjih. Tako kot večina notranjega visokogorja Hondurasa je bila večina sedanjega območja Tegucigalpe zasedena z gozdom. Območje, ki obkroža mesto, je še vedno gozd, ki podpira borov gozd, prepreden z nekaterimi hrastovimi, grmičastimi in travnatimi jasami ter gozdom z igličastimi zimzelenimi in širokolistnimi listavci.
Metropolitansko območje tako Tegucigalpe kot Comayague pokriva skupno površino 201 kvadratnih kilometrov, medtem ko celotna občina osrednjega okrožja pokriva skupno površino 1396 kvadratnih kilometrov. Geološki prelomi, ki ogrožajo soseske na hribu in pod njim, so bile ugotovljene v visokih predelih okrožja, ki obdajajo glavno mesto.
Reka Choluteca, ki prečka mesto od juga proti severu, fizično ločuje Tegucigalpo in Comayaguo. Hrib El Picacho, razgibana gora zmerne višine, se dviga nad središčem mesta; na njegovih pobočjih je več sosesk, tako prestižnih stanovanj kot tistih revnejših. Mesto je sestavljeno iz položnih gričev, obroč gora, ki obdaja mesto, pa zadržuje onesnaženje. V sušnem obdobju se gost oblak smoga zadržuje v kotlini do prvih padavin.
Tegucigalpa, mesto stisnjeno v dolino in prepolovljena z reko, je v deževnem obdobju nagnjeno k poplavam, kar se je v največji meri izkusilo med orkanom Mitch in v manjši meri vsako leto v deževnem obdobju. Kljub temu, da je mesto tisoč metrov nad morsko gladino, nima učinkovitega sistema za nadzor poplav, vključno s kanali in kanalizacijo, ki bi bila dovolj zmogljiva, da bi deževnico usmerila nazaj v reko, da bi se spustila v ocean. Reka sama po sebi predstavlja grožnjo, saj ni dovolj globoka pod ulicami, niti ni dovolj visokih nasipov, ki bi ji preprečili izbruh. Obstaja več kot 100 sosesk, ki veljajo za območja visokega tveganja, nekatere izmed njih so izključene kot popolnoma neprimerne za bivanje.
Obstaja rezervoar, znan kot Embalse Los Laureles, zahodno od mesta, ki zagotavlja 30 odstotkov mestne oskrbe z vodo, kot tudi čistilna naprava južno od mesta približno 7,3 kilometra od letališča; del rezervoarja Concepción le 6 kilometrov jugozahodno od vodnega obrata.
Centralno okrožje meji na 13 drugih občin Francisco Morazán: (na severu) Cedros in Talanga; (južno) Ojojona, Santa Ana, San Buenaventura in Maraita; (vzhod) San Juan de Flores, Villa de San Francisco, Santa Lucía, Valle de Ángeles, San Antonio de Oriente in Tatumbla; (in na zahodu) Lepaterique. Na zahodu meji tudi na dve občini departmaja Comayagua, Villa de San Antonio[70] in Lamaní, pri čemer je slednja natanko na kvadritočki, kjer se stikata osrednje okrožje, Lepaterique, Villa de San Antonio in Lamaní.

### Podnebje
Tegucigalpa ima tropsko savansko podnebje (Aw, po Köppnovi podnebni klasifikaciji), ki je milejše zaradi nadmorske višine in z dvema ločenima letnima časoma: deževno sezono in suho sezono. Tako kot večina osrednjega Hondurasa ima mesto tropsko podnebje, čeprav je umirjeno zaradi nadmorske višine – kar pomeni manj vlažno kot nižje doline in obalna območja – s povprečno srednjo temperaturo med 19 °C in 23 °C stopinj.
Meseca december in januar sta najhladnejša, s povprečno najnižjo temperaturo 14 °C; medtem ko sta marec in april – ki ju pogosto povezujejo s prazniki velikega tedna – najbolj vroča in temperature lahko na najbolj vroč dan dosežejo do 40 °C. Sušno obdobje traja od novembra do aprila, deževno obdobje pa od maja do oktobra. V letu je povprečno 107 deževnih dni, junij in september sta običajno najbolj mokra meseca.
Povprečno število sončnih ur na mesec v letu je 211,2, povprečno število deževnih dni na mesec pa 8,9. Povprečno število sončnih ur v sušnem obdobju je 228 na mesec, medtem ko je povprečna mesečna količina padavin v mokrem obdobju 182,5 milimetrov. Najbolj mokri meseci v deževnem obdobju so maj–junij in september–oktober, v vsakem od teh obdobij pade povprečno 16,2 deževnih dni.

## Mestna pokrajina
Mesto Tegucigalpa, ki leži v dolini in je obdano s hribi in nekaj ravninami. Mesto je tudi zelo neorganizirano, zlasti okoli svojih najstarejših okrožij. V zadnjih 30 letih je doživelo hitro rast in šele pred kratkim je vlada sprejela nekaj zakonov, ki določajo urbanistično načrtovanje in pravila coniranja. Površinske ceste so lahko ozke z najpomembnejšimi avenijami, ki nimajo več kot dveh ali treh pasov, ki tečejo v vsako smer, kar še poveča problem gostih prometnih zastojev. Več glavnih bulvarjev je bilo opremljenih z križišči, nadvozi in podvozi, kar omogoča odseke avtocest z nadzorovanim dostopom, vendar glede na to, da tudi mestna obvoznica ne obkroža v celoti mesta, so ceste na splošno omejeno dostopne. Intenzivne mreže električnih in telefonskih vodov nad ulicami so običajen prizor v prestolnici in v skoraj vseh honduraških mestih, saj so podzemne vodnike uvedli šele v zadnjih letih.

### Po mestu
Metropolitansko območje Tegucigalpa in Comayagua je uradno razdeljeno na barrios in colonias in jih je 892. Kolonije predstavljajo razmeroma nedavna stanovanjska predmestja srednjega razreda iz 20. stoletja, nekatera znana kot residenciales zaradi visokega dohodkovnega razvoja, in se nenehno širijo, medtem ko so barrios stare soseske v središču mesta.
Medtem ko mestna uprava deli glavno mesto na barrios in colonias, dejstvo, da jih je na stotine, otežuje opredelitev različnih regij mesta, zlasti za tiste, ki ne poznajo osrednjega okrožja. Da bi bolje razumeli mestne regije, lahko metro območje osrednjega okrožja najprej razdelimo na dva dela: Tegucigalpa in Comayagua. Ti dve entiteti ostajata ločeni s porečjem reke Choluteca, ki teče med njima.
Stran okrožja Tegucigalpa lahko razdelimo na pet delov: 1) Centro Histórico (zgodovinsko središče); 2) Centro Contemporáneo ali Zona Viva (sodobno središče ali živahno območje); 3) Severna Tegucigalpa; 4) Južna Tegucigalpa; in 5) vzhodna Tegucigalpa.
- 1 – Centro Histórico ali zgodovinsko središče Tegucigalpe tvorijo prvotne soseske, ki segajo v čas njegove ustanovitve. Dolga leta je bilo to območje zanemarjeno in propadajoče, v zadnjem času pa se poskuša območje oživiti in vrniti njegovo kolonialno dediščino. Tu se nahajajo številni vladni uradi, vključno z nacionalnim kongresom in mestno hišo, pa tudi muzeji, parki, stolnica in cerkve.
- 2 – Centro Contemporáneo je sodobno, živahno in moderno središče Tegucigalpe. To območje tvorijo soseske, ki so zajete vzhodno od reke Choluteca, južno od severnega pritoka, Rio Chiquito (ki se zlije s Choluteco pod mostom Mallol), zahodno od obvoznice (Anillo Periférico) in severno od Bulevara oboroženih sil.

Ta del mesta je morda najbolje razvit in ustrezno urbaniziran. Sestavlja ga več kot 40 sosesk, mnoge od njih so stanovanjska območja bogatega srednjega razreda, kot je Colonia Palmira vzhodno od zgodovinskega središča, na bulvarju Morazán, kjer je več tujih veleposlaništev in prestižne restavracije. Druge prestižne soseske so Lomas del Guijarro, Loma Linda in Lomas del Mayab, v katerih je večina stanovanjskih kompleksov v mestu.
Boulevard Morazán in Avenida Los Próceres/Avenida La Paz sta živahna komercialna koridorja (tečeta vzporedno drug z drugim) in potekata skozi več sosesk, kjer so tuja veleposlaništva, hotelska četrt, poslovni obrati in poslovne zgradbe, vključno s trgovskim parkom Los Próceres (Parque Comercial). Boulevard Suyapa in Boulevard Juan Pablo II se nahajata južno od zgoraj omenjenih bulvarjev in tvorita živahno trgovsko in finančno okrožje, ki se razteza skozi več sosesk, kot je Colonia Los Profesionales, kjer je predsedniška hiša; Colonia Florencia Norte, kjer se nahaja Multiplaza Mall; Colonia Miramontes, med drugim - stanovanje več finančnih institucij, vladnih uradov, hotelov itd.
- 3 – Severna Tegucigalpa je sestavljena iz srednjega razreda in revnih sosesk, ki ležijo nad okoliškim hribom neposredno severno od zgodovinskega središča mesta. Onstran teh sosesk se nahaja nacionalni park Združenih narodov na hribu El Picacho, ki je ena najbolj priljubljenih destinacij v prestolnici med prebivalci in obiskovalci. Onkraj parka, ki se razteza severno in severozahodno od mesta, sedijo primestne soseske z višjimi dohodki, kot je El Hatillo, na pobočjih hribov, obdane z gosto vegetacijo.
- 4 – Južna Tegucigalpa je vse južno od Boulevard Fuerzas Armadas. Na tem območju je Colonia Kennedy, največja soseska prestolnice z več kot 137.000 prebivalci. Južna Tegucigalpa združuje tako srednji razred kot revne soseske. Dve univerzi, UTH in UNITEC, se nahajata tik ob obvoznici v soseskah na južnem obrobju.
- 5 – V vzhodni Tegucigalpi so koncentrirane večinoma podeželske in revne soseske, ki so rezultat improvizirane rasti z malo vladnega financiranja in sodelovanja. Pediatrična bolnišnica María in bazilika Suyapa ležita na vzhodnem delu Anillo Períferico.

### Comayagüela
Comayaguela je na zahodnem bregu reke Choluteca in večino njene urbanizacije sestavljajo soseske z nižjimi dohodki. Zgodovinsko gledano je Comayagua ostala manj razvita kot druga stran prestolnice, nekateri navajajo nezadostni prispevek javnih uradnikov. V zadnjih letih je ta zahodna stran prestolnice doživela nekaj rasti in izboljšav, kot je odprtje Metromall-a v bližini letališča. Z izgradnjo nakupovalnih središč Mall Premier in City Mall, ki bo postal največji nakupovalni center v državi, bo Comayagua prejela še eno nadgradnjo. Ocenjuje se, da je v Comayagüeli 650.000 prebivalcev, ki prispevajo 58,3 odstotka od 120 milijonov lempir (6,349 milijona USD), ki jih vsak dan ustvari trgovina v osrednjem okrožju.
Stran glavnega mesta Comayagua lahko razdelimo na štiri dele: 1) Zona Centro (središče mesta Comayagua); 2) Severna Comayagua; 3) Južna Comayagua; in 4) Zahodna Comayagua:
- 1 – Zona Centro de Comayagüela je središče mesta Comayagua in tudi prvotna ustanovitvena podlaga, ki so jo oblikovali njeni najstarejši barriosi. Ti barriosi so oblikovani v slogu mrežnega načrta ulic. V tem okrožju je več vladnih uradov, vključno s prizidkom centralne banke Hondurasa in kazenskim preiskovalnim uradom (Dirección General de Investigación Criminal) ter nacionalno šolo lepih umetnosti, ki se nahaja v nekdanji stavbi mestne hiše Comayagüela, zgrajeni leta 1845.
- 2 – Severno Comayagüelo tvorijo razmeroma nedavna stanovanjska naselja srednjega razreda po orkanu Mitch, ki se raztezajo na severnih gričih Comayagüele, kot je Colonia Cerro Grande, nenehno rastoča soseska srednjega razreda na severnem obrobju.
- 3 – Južna Comayagüela je daleč boljša regija Comayagüele. To območje je južno in jugozahodno od letališča, okoli rezervoarja Los Laureles in južno od ceste Lepaterique (Carretera Lepaterique, znana tudi kot Carretera al Batallón). Prav tako območje po orkanu Mitch, se je v zadnjem desetletju povečalo in vključuje nekatere skupnosti z višjimi dohodki v Comayagüeli, ki so izbruhnile na tem območju in se še naprej širijo, ko se gradijo novejša primestna naselja srednjega razreda. Toncontín International, Metro Mall in City Mall so na tem območju. Residencial la Arboleda in Residencial los Hidalgos sta nekateri od rastočih višjih prihodkov na južnem obrobju Comayagüele.
- 4 – Zahodna Comayagüela je večinoma obubožana soseska, ki se širi stran od Zone Centro na okoliška pobočja. Mnoge od teh sosesk so nastale zaradi improvizirane urbanizacije in brez ustrezne infrastrukture. To območje prevladuje severno od ceste Lepaterique in zahodno od Boulevard de la Comunidad Europea (Blvd Evropske skupnosti).

## Gospodarstvo
Osrednje okrožje ima gospodarstvo v višini 19,3 odstotka BDP države. Leta 2009 so prihodki in odhodki mestnega proračuna znašali 2.856.439.263 L. (151.214.182 USD), medtem ko so leta 2010 znašali 2.366.993.208 L. (125.204.606 USD). 57,9 odstotka ali 43,860 milijarde L. (2,318 milijarde USD) državnega proračuna države se porabi v osrednjem okrožju.
Aktivno prebivalstvo je 367.844 oseb, od tega 56.035 zaposlenih v javnem sektorju. Leta 2009 je bila stopnja brezposelnosti v Tegucigalpi 8,1 odstotka in brezposelna oseba lahko porabi kar štiri mesece za iskanje zaposlitve. V prestolnici je 32.665 poslovnih obratov, kar je največ med vsemi mesti v državi. Velikost teh podjetij je razdeljena na naslednji način: mikropodjetja (73,2 %), mala podjetja (9,63 %), srednje velika podjetja (7,47 %), velika podjetja (0,28 %) in preostanek neprijavljenih (9,62 %).
Glavni gospodarski viri mesta so trgovina, gradbeništvo, storitve, tekstil, sladkor in tobak. Gospodarska dejavnost je razdeljena na naslednji način: trgovina – vključno s trgovino na debelo, drobno, avtomehanika, gospodinjskimi izdelki (42,86 %); predelovalna industrija (16,13 %), gostinstvo – gostinstvo (14,43 %), bančništvo in nepremičnine (10,12 %), socialne in osebne storitve (8,94 %), zdravstvene storitve (3,90 %) in drugo (3,60 %). [112]
Industrijska proizvodnja, ki poteka v regiji, vključuje tekstil, oblačila, sladkor, cigarete, les, vezan les, papir, keramiko, cement, steklo, kovine, plastiko, kemikalije, pnevmatike, električne naprave in kmetijske stroje. Brezcarinske montažne tovarne Maquiladora so bile ustanovljene v industrijskem parku v dolini Amarateca, ob severni avtocesti. Na obrobju mesta še vedno kopljejo srebro, svinec in cink.